# (74354) 1998 WA6
(74354) 1998 WA6 – planetoida z pasa głównego asteroid okrążająca Słońce w ciągu 4,4 lat w średniej odległości 2,69 j.a. Odkryta 18 listopada 1998 roku.